# Immunosuppression

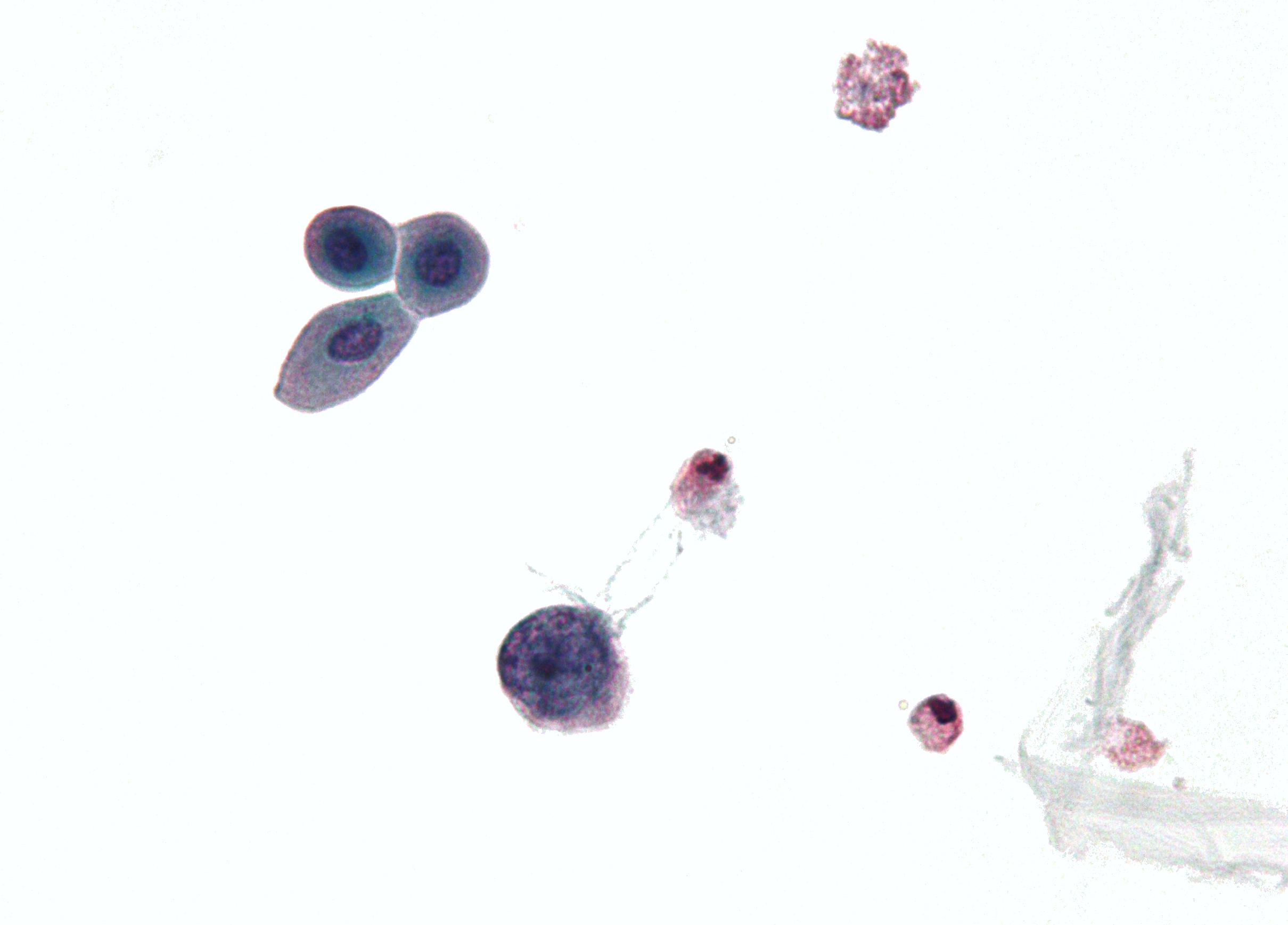
Micrographie montrant une infection opportuniste due à l'immunosuppression - grande cellule (bleue) en bas au centre-gauche infectée par un polyomavirus. Échantillon de cytologie urinaire.

L'immunosuppression est l'inhibition de l'activation du système immunitaire. 
Elle peut être induite par une intoxication (le plomb responsable du saturnisme par exemple a une composante immunotoxique,,,), la radioactivité, certaines maladies (VIH/sida...) ou naturellement enclenchée par l'organisme dans certaines conditions. Elle est parfois volontairement induite pour des raisons médicales (pour éviter un rejet de greffe par exemple).   

## Typologies
Cette immunosuppression peut être 
- naturelle. Elle se produit pour éviter l'« emballement » du système immunitaire. Ainsi, à la suite d'une hyper-inflammation induite par le système immunitaire, à la suite d'une infection ou d'un traumatisme sévère, ou encore d'une allergie, la réponse immunitaire va alors normalement se réguler pour entrer dans une phase d'immunosuppression, ceci permettant de retrouver progressivement un état d'homéostasie de l'organisme.
- médicalement provoquée. Des immunosuppresseurs sont alors utilisés. Ceci est par exemple nécessaire pour empêcher le corps de rejeter une greffe d'organe. 
Quand un organe est greffé, le système immunitaire du receveur va probablement le reconnaître comme un tissu étranger et l'attaquer. La destruction de l'organe va, si elle n'est pas traitée, conduire au décès du receveur.  Pour empêcher cela, la radiothérapie était autrefois utilisée, mais maintenant des immunosuppresseurs sont utilisés pour empêcher cette réaction du système immunitaire. 
L'immunosuppression est aussi utilisée pour contrer des maladies auto-immunes, comme la polyarthrite rhumatoïde ou la maladie de Crohn, en empêchant le système immunitaire d'attaquer des parties saines du corps.

## Effets secondaires des traitements immunosuppresseurs
L'inconvénient d'un système immunitaire ainsi désactivé est que le corps est alors très vulnérable à des maladies opportunistes, même celles considérées habituellement comme sans danger. De plus, l'usage prolongé de certains immunosuppresseurs comme la ciclosporine augmente le risque de cancer. Tandis qu'au contraire l'azathioprine a une activité anticancéreuse.

## Immunosuppresseurs
La cortisone a été le premier immunosuppresseur identifié.
L'azathioprine, plus efficace, a été identifiée en 1959 mais ce n'est qu'avec la découverte de la ciclosporine en 1970 que la chirurgie des greffes a trouvé un immunosuppresseur suffisamment puissant.
Une personne sous immunosuppresseurs ou dont le système immunitaire est faible pour d'autres raisons (chimiothérapie, VIH, etc) est qualifiée d'immunocompromise.